# خیار دریایی پرمو
خیار دریایی پرمو (نام علمی: Sclerodactyla briareus) نام یک گونه از راسته پالوده‌خوارسانان است.